# He Yi
He Yi, 何仪, Hé Yí, war ein Offizier der Gelben Turbane und wirkte am Ende des 2. Jahrhunderts unserer Zeitrechnung zur Spätzeit der Han-Dynastie. Er eroberte mit seiner Division die Stadt Runan. Auch nach dem Ende des Aufstands der Gelben Turbane hielt er die Stadt unter seiner Kontrolle, wurde aber von Xu Chu gefangen genommen und von Cao Cao hingerichtet.
| Personendaten    | Personendaten                      |
| ---------------- | ---------------------------------- |
| NAME             | He Yi                              |
| ALTERNATIVNAMEN  | 何仪; Hé Yí                        |
| KURZBESCHREIBUNG | Offizier der Gelben Turbane        |
| GEBURTSDATUM     | 2. Jahrhundert                     |
| STERBEDATUM      | 2. Jahrhundert oder 3. Jahrhundert |